# Ismaïla Sarr
Ismaïla Sarr (Saint-Louis, 25. veljače 1998.) senegalski je nogometaš i nacionalni reprezentativac koji igra na poziciji krila. Trenutačno igra za Crystal Palace.

## Karijera

### Klupska karijera
Rođen u Saint-Louisu, Sarr je prve nogometne korake imao u dakarskom Génération Footu. Sredinom srpnja 2016. potpisuje za francuski Metz s kojim sklapa petogodišnji ugovor. Za novi klub debitirao je nakon mjesec dana u domaćoj 3:2 pobjedi protiv Lillea.
Nakon odlične sezone i vrhunskih nastupa u dresu Metza, Ismaïla postaje zanimljiv mnogim klubovima, uključujući i FC Barcelonu. Razlog tome je i što je uvršten među 50 najboljih igrača u dobi do 19 godina. Ipak, napadač odabire Rennes gdje bi trebao unaprijediti igru zajedno s Yoannom Gourcuffom. Prema njegovim riječima "prerano je za odlazak iz Metza u Barcelonu dok je Rennes odabran kao klub gdje bi mogao napredovati".

### Reprezentativna karijera
Sarr je nastupao za senegalsku U23 reprezentaciju na afričkom Kupu nacija za mlade te je na tom turniru bio jedini reprezentativac od 17 godina. Za seniore je debitirao tijekom rujna 2016. u susretu protiv Namibije kada je ušao u igru kao zamjena Manéu.
Pred put u Rusiju, senegalska reprezentacija je odigrala posljednju prijateljsku utakmicu i to na gostovanju u Hrvatskoj. Sarr je tada zabio vodeći pogodak za goste kada je Alfred N'Diaye dugom loptom s centra izbacio kompletnu hrvatsku obranu i u šansu gurnuo napadača koji je u situaciji jedan na jedan svladao Subašića.
Na samom Mundijalu, Ismaïla je odigrao svih 90 minuta u utakmicama skupine protiv Poljske, Japana i Kolumbije.

##### Pogodci za reprezentaciju
| #  | Datum             | Mjesto                                  | Protivnik    | Pogodak | Rezultat | Natjecanje                                    |
| -- | ----------------- | --------------------------------------- | ------------ | ------- | -------- | --------------------------------------------- |
| 1. | 8. siječnja 2017. | Brazzaville, R. Kongo, Obala Bjelokosti | Libija       | 2:1     | 2:1      | Prijateljska utakmica                         |
| 2. | 5. rujna 2017.    | Ouagadougou, Burkina Faso               | Burkina Faso | 1:1     | 2:2      | Kvalifikacije za SP u nogometu - Rusija 2018. |
| 3. | 8. lipnja 2018.   | Gradski vrt, Osijek, Hrvatska           | Hrvatska     | 0:1     | 2:1      | Prijateljska utakmica                         |